# Torre mestra
|  | No s'ha de confondre amb Donjon, terme encunyat a França que específicament es refereix a construccions feudals amb funcions similars a la Torre Mestra, però amb característiques constructives pròpies.. |

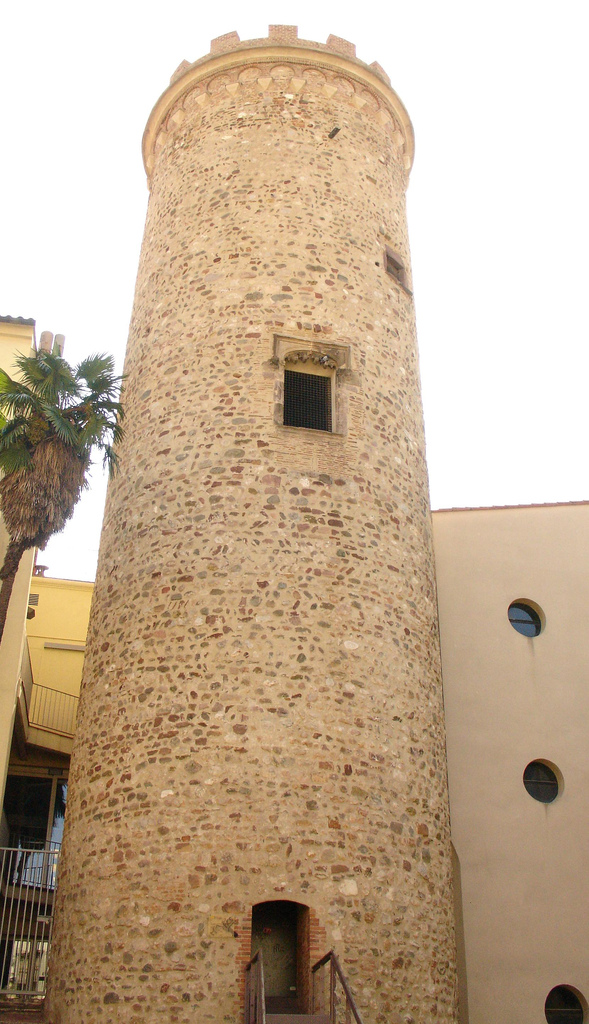
La torre del Palau, torre mestra de l'antic castell de Terrassa

La torre mestra és la torre més alta i la més forta d’un castell. També se l'anomena torre de l'homenatge perquè era on el castlà, castellà o alcaid jurava de defensar i guardar per al seu senyor la fortalesa.
A Catalunya, ja al segle X la torre mestra era l'element fonamental als castells, que anava acompanyada d'un recinte o una sala. La torre era d'un o més pisos, fets amb trespols de fusta o bé amb cúpules o voltes de pedra. Inicialment eren de planta quadrada, i cap a finals del segle X s'imposà la torre cilíndrica i més tard se'n feren de poligonals. La finalitat de la torre era fer de guaita per a controlar un territori o un camí, fer senyals de nit i de dia (amb foc o fum) o bé ésser, en cas d’atac, el darrer refugi dels que s’estaven al castell. També, en especial al món feudal, la torre mestra tenia una funció simbòlica de representació del poder.
Al segle XII la torre incorpora la sala i esdevé residencial, amb diverses sales i cambres. Aquest tipus de torre mestra s'anomena 'donjon' en francès, i 'keep' en anglès. Sovint hi havia més d'un recinte de muralles. El recinte al voltant de la torre era el recinte sobirà i al costat d'aquest, el recinte jussà. Les portes de les torres solien estar a uns quants metres del terra exterior, molt sovint al nivell del pis principal de l’edifici, i s'hi accedia per una corda o escala amb una plataforma de fusta. En algunes torres a la part superior hi havia un sistema de galeries de fusta o cadafals.
La torre mestra sovint s'anomena torre de l'homenatge, però aquesta denominació és un calc de la portuguesa (torre de menagem) i espanyola (torre del homenaje), d'on l'han presa els diccionaris catalans, i no existeix en francès, anglès ni italià, més que com a calc també de la portuguesa i espanyola. També ha estat tradicional anomenar-la simplement homenatge, com que era on el castlà, castellà o alcaid practicava la cerimònia de l'homenatge, on jurava defensar i guardar el castell per al seu senyor com a acte de vassallatge i en la qual el senyor lliurava al vassall un feu a canvi d'auxilium et consilium. A més a més, servia per destacar alguna gesta del senyor feudal.
La torre mestra constitueix l'estructura central del castell medieval. És una torre destacada, més alta que la muralla, i en general es podia aïllar de la resta de la fortalesa. És la torre principal, la que serveix de residència del senyor i compleix amb les funcions més destacades del castell, alberga les estances més importants i, de vegades, els magatzems de queviures. Es troba en la posició més abrigada en relació amb un possible atac exterior, de manera que si sucumbissin la resta de les defenses, aquesta torre proporcionaria un últim refugi. Amb el pas dels segles, la torre mestra va augmentar de mida i en molts casos era flanquejada per una o diverses torres menors on habitaven els convidats i servents.
Com a curiositat, el castell hongarès de Diósgyőr, remodelat amb trets gòtics pel rei Lluís I d'Hongria (1342-1382), té la particularitat de tenir un pati de tornejos i justes al bell mig de la gegantina torre mestra. Aquest pati de tornejos, de 380 m², és el més gran de l'Europa Central.

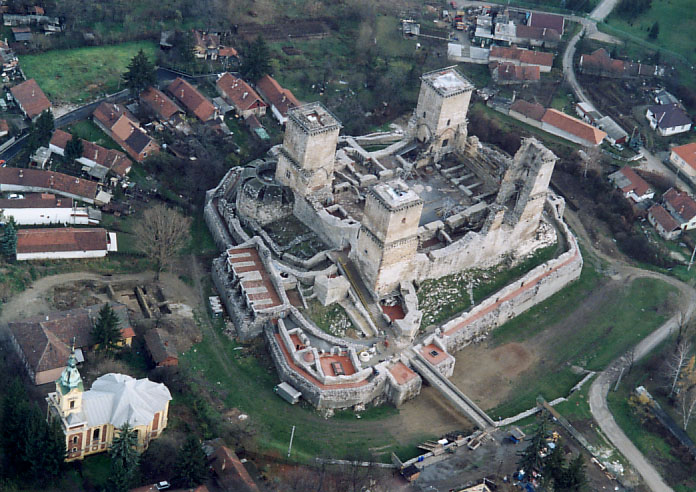
Ruïnes del castell de Diósgyőr, a Hongria; al mig hi és visible l'enorme torre mestra, composta per diverses torres menors
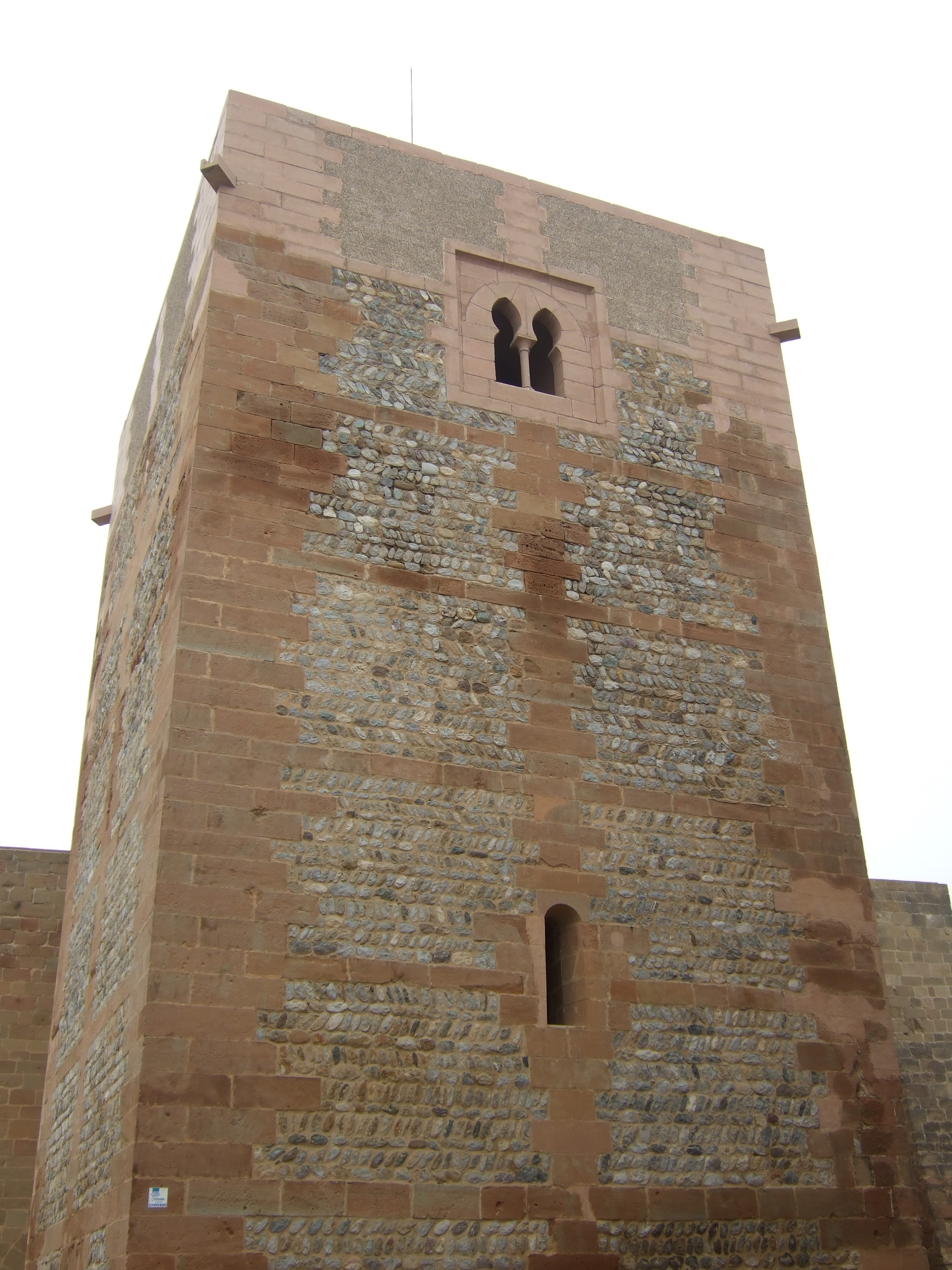
Torre mestra del castell de Montsó
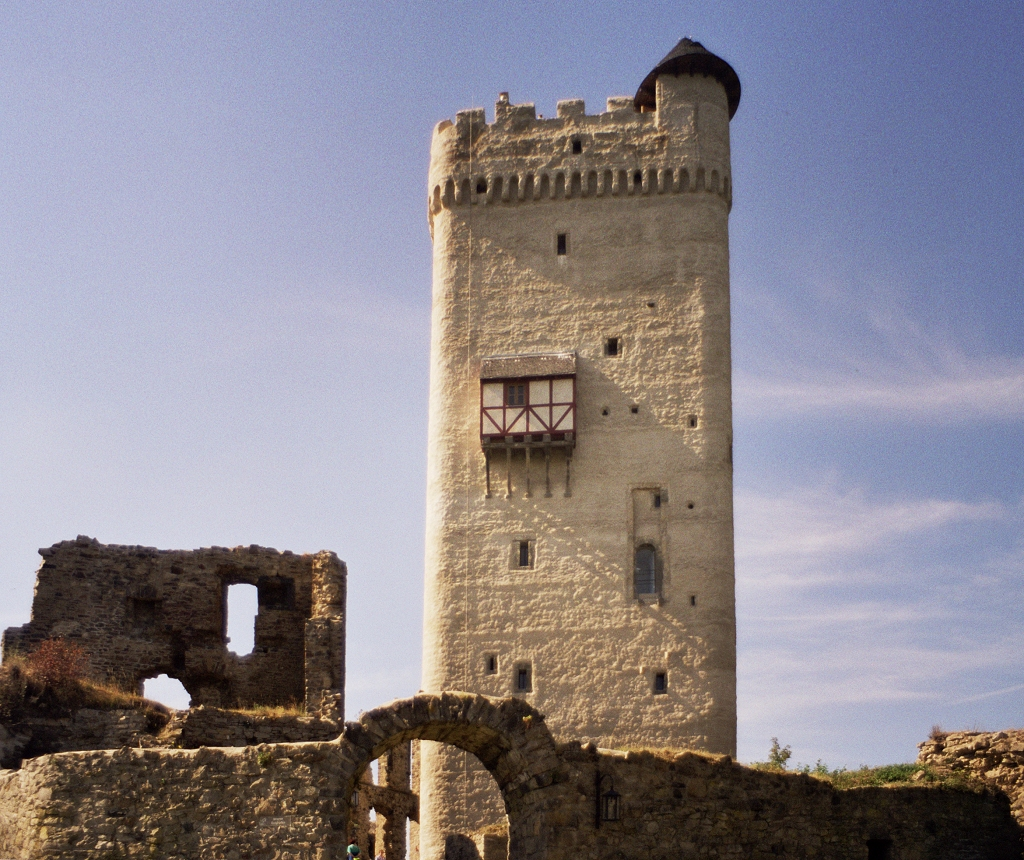
Torre mestra del castell d'Olbrück, a Alemanya
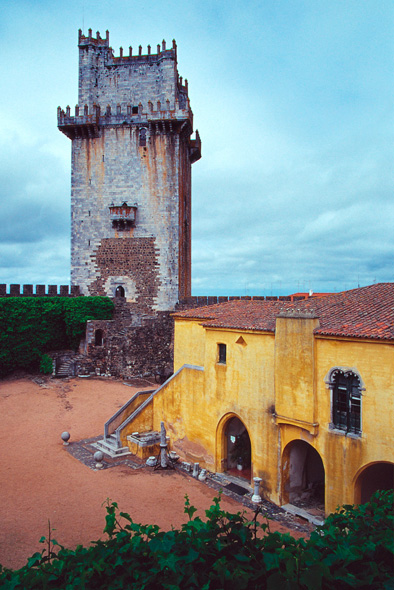
Plaça d'armes i torre de menagem del castell de Beja (segle xiv)